# Американо-мексиканська війна
Америка́но-мексика́нська війна́ — військовий конфлікт між США та Мексикою в 1846—1848 роках. У Мексиці війну називають Північноамериканською інтервенцією або Війною 47-го року. Війна виникла як наслідок претензій Мексики на Техас після його анексії Сполученими Штатами Америки. Після війни за незалежність Техасу, Мексика відмовилася визнати втрату Техасу, і заявила про свої наміри повернути цю територію назад, вважаючи її власною бунтівною провінцією. Також причинами війни стали експансія американців на захід, політична нестабільність у Мексиці та нездатність мексиканського уряду керувати віддаленими північними провінціями після війни за незалежність. Більшість техасців вітали початок війни. У США її підтримували демократи, але критикували віги. Щодо Мексики, то тут ця війна стала справою національної честі та вважалася способом повернути втрачені землі.
Найважливішими наслідками війни стали значні територіальні втрати Мексики, у результаті яких провінції Верхня Каліфорнія та Нова Мексика були віддані США, — землі сучасних штатів Каліфорнія, Нью-Мексико, Аризона, Невада та Юта. Американські політики провели в напруженні декілька років, обговорюючи проблему рабовласництва на нових територіях, і нарешті зважилися на Компроміс 1850 року (лише Каліфорнія була визнана штатом, вільним від рабства). У Мексиці втрата величезних територій стимулювала уряд визначити політику колонізації північних земель як засіб від подальших територіальних втрат.

## Передумови війни

### Американська експансія на захід
До Американо-мексиканської війни землі Верхньої Каліфорнії та Нової Мексики вже були добре відомі американським мисливцям, дослідникам і торговцям, які часто користувалися «стежкою Санта-Фе», що з'єднувала Міссурі та Санта-Фе, і «каліфорнійською стежкою»; американські судна обмінювали товари на шкіри та сало вздовж узбережжя Каліфорнії. Перед війною, впродовж 25 років, усі ці землі були суверенною територією незалежної Мексиканської республіки, а до того — частиною іспанського віце-королівства Нова Іспанія.
У наступні роки, після купівлі Луїзіани Сполученими Штатами, американські поселенці почали рухатися на захід (у тому числі й на іспанську територію), частково заохочені можливістю отримання іспанських земель, а частково — американським урядом. Американська колонізація заходу тривала навіть тоді, коли контроль над цими територіями перейшов від Іспанії до Мексики. Непрості відносини із першими поселенцями в мексиканського уряду складалися передусім через те, що переселенці були здебільшого протестантами в офіційно католицькій Мексиці. Крім того, коли Мексика скасувала рабовласництво, деякі іммігранти із США відмовилися дотримуватися цього закону. Загалом поселенці були незадоволені методами управління центрального уряду.
За президентства в США в 1845 році Джеймса Полка — переконаного послідовника ідей експансіонізму — ідея так званого «Явного призначення» (Manifest Destiny) вже набула популярності серед населення США. Дане словосполучення було винайдено в 1845 році журналістом Джоном О'Суліваном, впливовим прихильником Демократичної партії. Воно позначало впевненість у тому, що США є країною, котра мала моральне право займати території для поширення цивілізації, що набирало популярності в міру розселення американців на західні землі. Суть доктрини полягала в тому, що англомовні Сполучені Штати зі своїми високими ідеалами й протестантською християнською етикою були зобов'язані нести цивілізацію на землі американських індіанців та іспаномовних католиків-мексиканців. «Явне призначення» закликало до експансії, але не обов'язково збройним шляхом. Так, у 1835 році, Сполучені Штати пропонували придбати Каліфорнію в Мексики за 5 мільйонів доларів, а в 1845 році — за 25 мільйонів. Проте мексиканський уряд щоразу відмовлявся від можливості продати половину своєї країни небезпечному північному сусідові.

### Політична ситуація в Мексиці

Територіальний поділ Мексики у 1840-х роках.
Провінції Мексики
Сепаратистські території
Червона лінія — спірна територія з Техасом, втрачена після Веласкського договору.

Після здобуття незалежності у 1810 році Мексика була ослаблена, а її уряд фактично збанкрутував після виснажливої війни з роялістськими силами. Так звана Перша Республіка була дуже нетривким політичним утворенням. Її ліберальні керманичі навіть не контролювали всю територію країни. В результаті Консервативна партія, основний конкурент лібералів, отримала нагоду захопити владу й провела революцію під керівництвом генерала Анастасіо Бустаманте. Останній став президентом у 1830 році. У відповідь ліберали організували новий переворот під керівництвом генерала Антоніо Лопеса де Санта-Анна, який привів до влади генерала Мануеля Гомеса Педраса, президента країни з 1828 року. На наступних виборах перемогу одержав Валентин Гомес Фаріас, але конгрес незабаром звільнив його й у 1833 році віддав посаду Санта-Анні. У 1834 році Санта-Анна відмінив федералістську конституцію та став правити як диктатор. Цим він викликав хвилю протестів у периферійних провінціях, яких турбували посилення центральної влади при новому уряді та відміна рабства.
У відповідь на нову політику центрального уряду свою незалежність одразу проголосили кілька мексиканських провінцій — Юкатан на півдні та п'ять провінцій на півночі, включаючи Коауїлу й Техас. Після переговорів та залучення військ, лояльних Санта-Анні, сепаратистський виступ у Юкатані вдалося придушити без пролиття крові. Проте на півночі повстання привели до озброєного конфлікту, у якому центральному уряду вдалося підкорити Коауїлу, але Техас залишався фактично незалежним.
Хоча такі північні провінції, як Нова Мексика та Каліфорнія, не оголошували незалежності, невелике населення (53 тисячі чоловік у Новій Мексиці та 7 тисяч у Каліфорнії) і значна віддаленість цих земель не дозволяли центральному уряду ефективно керувати ними.

### Республіка Техас
В ході війни 1836 року мексиканська провінція Техас завдала тяжкої поразки мексиканській армії під керівництвом самого президента Антоніо Лопеса де Санта-Анна. За Веласкським договором новоутворена Республіка Техас не тільки добилася незалежності, але й отримала значну територію інших мексиканських провінцій. Проте Мексика ніколи не ратифікувала цей договір і, офіційно не визнаючи Республіки Техас, оголосила про свої наміри знову захопити бунтівну провінцію.
За десятиліття після війни Техас посилив свої позиції на міжнародній арені встановленням дипломатичних зв'язків з Великою Британією та США. Більшість техасців вітали приєднання республіки до Сполучених Штатів, але антирабовласницьки налаштовані мешканці Півночі побоювалися, що прийняття ще одного рабовласницького штату порушить внутрішній баланс у країні на користь Півдня, і тому затягували приєднання Техасу впродовж майже десяти років. Таким чином, Техас не приймали до Союзу аж до 1845 року, коли він все-таки став його 28-м штатом.
Мексиканський уряд висловив незадоволеність приєднанням своєї «бунтівної провінції», наполягаючи, що Сполучені Штати втрутилися у внутрішні справи Мексики й необґрунтовано оволоділи її територією. Провідні європейські держави на чолі з Великою Британією та Францією визнали незалежність Техасу й неодноразово намагалися відмовити Мексику від оголошення війни. Проте зусилля британських посередників були безплідні, частково через те, що між Британією та США спалахували додаткові політичні суперечки, зокрема, питання кордонів Орегону.

### Мексикансько-американські переговори
У 1845 році новий президент США Джеймс Полк відправив дипломата Джона Слайдела до Мехіко із новою спробою придбати мексиканські території Верхньої Каліфорнії та Нової Мексики. Прихильники експансії Сполучених Штатів сподівались, що купівля цих земель позбавить британців впливу у цьому регіоні. Дипломати США також намагалися отримати порт на Тихому океані, який дозволив би країні брати участь у прибутковій торгівлі з Азією. Полк уповноважив Слайдела пробачити Мексиці 4,5 млн доларів боргу американським громадянам, що виник після війни за незалежність Мексики, і заплатити крім того від 25 до 30 млн доларів в обмін на ці території.
Мексика не була схильна вести переговори із Слайделом. Він був холодно прийнятий у Мехіко. Більш того, мексиканський уряд не мав можливості вести переговори через політичний безлад у країні. У 1846 році президент країни мінявся чотири рази, міністр оборони — шість, а міністр фінансів — шістнадцять разів. Історик Д. Ф. Стівенс описував приїзд Слайдела так:
Мексиканська громадська думка й увесь спектр політичних сил, які прагнули прийти до влади або дійсно мали владу в той час, охоче або неохоче поділяли провійськову позицію. Кожен, хто намагався уникнути відкритого конфлікту з США, вважався зрадником. Саме це сталося у випадку з президентом Хосе Хоакіном де Еррера. Принаймні у свій час він серйозно ставився до прийому американського особливого посла Джона Слайдела для того, щоб спокійно обговорити проблему приєднання Техасу. Але як тільки він прийняв таку позицію, його запідозрили в бажанні віддати частину державної території. Президента звинуватили в зраді, а його уряд повалили.
Військові опоненти президента Хосе Хоакіна де Еррери вважали ганьбою саму присутність Слайдела в Мехіко. Після приходу до влади націоналістичного уряду на чолі з генералом Маріано Паредесом, вкотре були пред'явлені мексиканські претензії на Техас. Роздратований Слайдел покинув країну з переконанням, що Мексика повинна бути «покарана».

### Прикордонні сутички
Кордоном між Мексикою і США (точніше, Техасом), Мексика вважала річку Нуесес, що протікає приблизно в 150 милях на північ від Ріо-Гранде. Ця річка була кордоном між Техасом та іншими частинами Мексики до проголошення ним незалежності. Проте США, посилаючись на Веласкський договір, вважали кордоном річку Ріо-Гранде. Мексика аргументувала свою позицію тим, що договір були підписаний генералом Санта-Анна в 1836 році під примусом, коли він перебував у полоні в американців, а отже договір був недійсним. Більш того, мексиканці стверджували, що Санта-Анна не мав повноважень вести переговори або підписувати угоди (дійсно, договір так і не був ратифікований мексиканським урядом). У 1846 році, після того, як Техас був приєднаний до США, Полк відіслав війська під командуванням генерала Закарі Тейлора на Ріо-Гранде, щоб пришвидшити вирішення прикордонного питання.
Тейлор проігнорував мексиканські офіційні вимоги відвести війська до річки Нуесес і почав будівництво фортеці, пізніше відомої як Форт Браун, на берегах Ріо-Гранде напроти мексиканського міста Матаморос. Мексиканські війська під командуванням генерала Маріано Аріста готувалися до війни.
24 квітня 1846 року 2-тисячний мексиканський кінний загін атакував американський патруль чисельністю 63 солдати на спірній території на північ від Ріо-Гранде, убивши 16 вояків США. Цей інцидент згодом назвали Справою Торнтона, за ім'ям убитого американського офіцера, який командував патрулем. Решта вцілілих солдат відступили й повернулися у Форт Браун. Цей епізод став одним з офіційних приводів для оголошення війни.
3 травня мексиканська артилерія в Матаморосі відкрила вогонь по Форту Браун. На це його захисники теж відповіли пострілами з гармат. Обстріл укріплення продовжувався п'ять днів і посилився, коли мексиканські війська поступово оточили його. Двоє американських солдатів було вбито під час обстрілу, включаючи Джекоба Брауна, на честь якого пізніше був названий форт.
8 травня для надання допомоги прибув Закарі Тейлор із підрозділом у 2400 чоловік. Проте Аріста попрямував на північ і перехопив його зі своїми 3400 солдатами в битві при Пало-Альто. У цьому бою США використали новий вид військ, так звану «летючу артилерію» — легкі мобільні гармати, змонтовані на шасі й запряжені кіньми з кінними артилеристами обслуги. Новітня артилерія справила руйнівне враження на мексиканську армію й частково деморалізувала її. Мексиканці відповідали незначними кавалерійськими атаками та власними гарматами. Відчуваючи невигідність зайнятих позицій, мексиканські сили відступили вночі до дальньої сторони сухого русла. Тамтешній рельєф слугував добрим укріпленням, але змушував мексиканців розосередити свої війська, що заважало керуванню ними.
Наступного дня сторони зійшлися в жорстокому рукопашному бою при руслі Де-ла-Пальми. Американській кавалерії вдалося захопити мексиканську артилерію, змусивши противника відступити. Відступ перетворився на безладну втечу. Зважаючи на особливості місцевості та розосередженість військ, Аріста не зміг об'єднати свої сили. Мексиканці зазнали важких втрат і були вимушені кинути свою артилерію та обози. Форт Браун завдав їм ще більших втрат, коли відступаючі проходили повз нього та переправлялися через Ріо-Гранде. Багато мексиканців потонуло в річці.

### Оголошення війни
Коли до президента Полка дійшли вісті про справу Торнтона, він отримав «казус беллі». У своєму повідомленні Конгресу від 11 травня 1846 року він заявив, що Мексика «вторглася на нашу територію та пролила американську кров на американській землі». Об'єднане засідання конгресу переважною більшістю схвалило оголошення війни. Демократи одностайно підтримували війну. 67 представників партії вігів проголосували проти війни при обговоренні поправок, але в останньому читанні лише 14 вігів проголосували проти. США оголосили війну Мексиці 13 травня 1846 року, а Мексика відповіла оголошенням війни 23 травня.
Партія Вігів як на півночі, так і на півдні, в основному, була проти війни, тоді як Демократична партія здебільшого підтримувала її. Віг Авраам Лінкольн наголошував на непрозорості підстав для оголошення війни й вимагав вказати точне місце, на якому Торнтон був атакований і де саме пролилася американська кров. Лідер вігів Роберт Тумбс із Джорджії заявляв:
«Ця війна необґрунтована. Ми звинувачуємо президента в розпалюванні війни та захопленні країни, яка існувала протягом сторіч і тепер перебуває у володінні мексиканців. Дайте нам нагоду зупинити цю жадобу до панування. Небеса знають, у нас було достатньо земель». [Beveridge 1:417]
Сучасники іноді називали цю війну «війною містера Полка».

## Хід війни

Карта бойових дій

Після оголошення війни американські сили ввірвалися на мексиканську територію на двох головних фронтах. Кінні загони під командуванням Стівена Карні ввійшли в західну Мексику з Форту Левенворт, зміцнені Тихоокеанським флотом під керівництвом Джона Слоата. Це було зроблене перш за все через побоювання, що Британія також могла спробувати зайняти цю область. Ще двом арміям, одній під командуванням Джона Вула, а іншій — Тейлора, було наказано зайняти північну Мексику до міста Монтеррей.

### Війна в Каліфорнії
У той час північні провінції Мексики (Верхня Каліфорнія та Нова Мексика) були вкрай слабо заселені: провінції були дуже великі і розташовувалися на значній відстані від центру. При цьому жителі цих колоній (нащадки іспанців та індіанці, що перейняли їхню культуру, та деяка кількість американців) за чисельністю поступалися корінному індіанському населенню.
14 червня 1846 року 33 американських поселенця в місті Сонома після нічної зустрічі захопили та закрили під варту підполковника Маріано Гвадалупе Баєхо й проголосили незалежність Каліфорнійської республіки. Це повстання також відоме як «Повстання ведмедячого прапора» — через зображення ведмедя на прапорі, піднятому повстанцями, модифікована версія якого й нині служить прапором штату Каліфорнія. Ця «республіка» ніколи не контролювала території далі околиць Сономи та проіснувала трохи більше тижня. Коли капітан американської армії Джон Фремонт прибув зі своїми солдатами до міста, повстанці примкнули до його сил у вигляді так званого «Каліфорнійського батальйону».

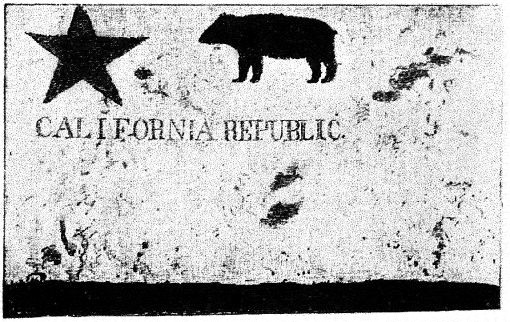
Перший «ведмедячий прапор» республіки Каліфорнія

7 липня на тихоокеанському узбережжі Каліфорнії американський флот під командуванням Джона Слоата атакував міста Єрба-Буена (тепер на території міста Сан-Франциско) та столицю Каліфорнії місто Монтерей (не плутати з Монтерреєм у Нуево-Леоні), отримавши формальний контроль над Каліфорнією під американським прапором. Пізніше, 15 липня, він передав командування командорові Роберту Стоктону.
13 серпня 1846 року американське військо під проводом Фремонта та Стоктона ввійшло в Лос-Анджелес та підняло американський прапор практично без будь-якого опору. В місті було залишено гарнізон з 50 чоловік під командуванням лейтенанта морської піхоти Арчібальда Ґіллеспі. Місцеве населення було неспокійним, а Ґіллеспі користувався жорсткими методами керування. Це стало причиною народного повстання під керівництвом мексиканського офіцера Хосе Марія Флореса 23 вересня. Після облоги американського гарнізону силами кілька сотень мексиканців, Ґіллеспі за домовою з Флоресом 30 вересня був змушений відступити до порту Сан Педро з умовою покинути порт на торговельному кораблі.
24 вересня Ґіллеспі послав кур'єра Джона Брауна до командора Стоктона. У рекордні п'ять днів кур'єр добрався до Сан-Франциско. Стоктон відправив на допомогу Ґіллеспі 350 чоловік під проводом капітана Вільяма Мервіна на борту брига «Савана». Капітан Мервін висадився в Сан Педро 7 жовтня 1846 року. Наступним ранком військо Мервіна, включаючи морських піхотинців Ґіллеспі, вирушило на Лос-Анджелес. У сутичці, знаній як Битва на ранчо Домінгеса, каліфорнійці на чолі з Хосе Антоніо Карільо зустріли моряків Мервіна вогнем з однієї гармати, що була в постійному маневрі, і кавалерією, що трималась на відстані. 9 жовтня Мервін отримав рапорт про захист Лос-Анджелесу 500—600 мексиканцями. Хоча за оцінкою Мервіна він мав змогу захопити місто, він вирішив повернутися до Сан Педро, не бажаючи бути оточеним супротивником. Втрати американської сторони склали 14 убитих, каліфорнійці втрат не мали.
Тим часом, полковник (пізніше генерал) Стівен Карні і Армія Заходу (близько 1700 американських солдатів) підійшли до Санта-Фе в Новій Мексиці та зайняли місто. Після цього 25 вересня Карні продовжив рух із загоном з 300 драгунів уздовж долини річки Гіла через пустелю до Каліфорнії. Карні зустрів відомого піонера Кіта Карсона в подорожі з Каліфорнії до Вашингтону. Кіт Карсон не знав про повстання в Лос-Анджелесі та інформував Карні про захоплення всієї Каліфорнії. Карні вирішив продовжувати шлях лише з сотнею драгунів. В Каліфорнії він був зустрінутий Ґіллеспі з 35 людьми й гаубицею. Карні отримав звістку, що мексиканський губернатор Верхньої Каліфорнії Андрес Піко і його повстанці, набрані в районі Лос-Анджелеса й Сан-Дієго, були поблизу. На світанку 6 грудня 1846 року в селі Сан-Паскаль (неподалік від нинішнього містечка Ескондідо в Каліфорнії) військо Карні вступило в сутичку з менш ніж 150 мексиканцями, відому як Битва при Сан-Паскалі. Дощ тривав кілька днів і порох був вологий. Мексиканці мали перевагу, маючи довгі списи та ласо проти американських шабель. Арчібальд Ґіллеспі був кілька разів поранений, також як і генерал Карні, обидва списами. З 150 американських солдатів 22 були вбиті та 18 поранені. Піко стверджував, що його сили втратили тільки одного вбитим і 12-ма пораненими, але більшість дослідників піддають сумніву ці дані. Таким чином, похід Карні до Сан-Діего було зупинено мексиканцями, і він послав за допомогою. 200 моряків і морських піхотинців прийшли на допомогу й 12 грудня ескортували Карні до Сан-Дієго. В результаті битва лише затримала просування американців, і Карні пізніше пригадував битву як свою перемогу, хоча й відмічав великі втрати. Мексиканці, які мали дуже мало перемог у цій війні, розглядали цю битву як свою перемогу. Це був найбільшій бій у Каліфорнії та бій, де американці зазнали найбільших втрат.
16 листопада 1846 року відбулася ще одна сутичка — на ранчо Натівідад (долина Салінас). Каліфорнійці під командуванням Хоакіна де ла Торре захопили американського консула Томаса Олівера Ларкіна й утримували його як військовополоненого. Близько сотні людей Фремонта, під керівництвом Блуфорда Томпсона і Чарльза Берроуза, зустріли загін з 130 каліфорнійців під командуванням Мануеля де Хесуса Кастро й Хоакіна де ла Торре. Битва продовжувалася 20 хвилин, протягом яких каліфорнійці вбили 3 американських солдатів, у тому числі капітана Берроуза, і поранили 7. За оцінкою істориків мексиканці втратили 5 чоловік пораненими.
Після прибуття в Південну Каліфорнію, Стоктон з'єднався з морським поповненням і виграв битву над річкою Сан-Ґабріель (8 січня) та битву при Ла-Меса (9 січня), внаслідок чого отримав контроль над Лос-Анджелесом. Договір Кауенга був підписаний 13 січня 1847 року між Джоном Чарльзом Фремонтом та генералом Андресом Піко й позначив закінчення конфлікту на території Каліфорнії. За договором обидві сторони звільняли полонених, мексиканці могли повернутися додому, але контроль над найбільшими містами залишався в американців.

### Війна на північному сході Мексики

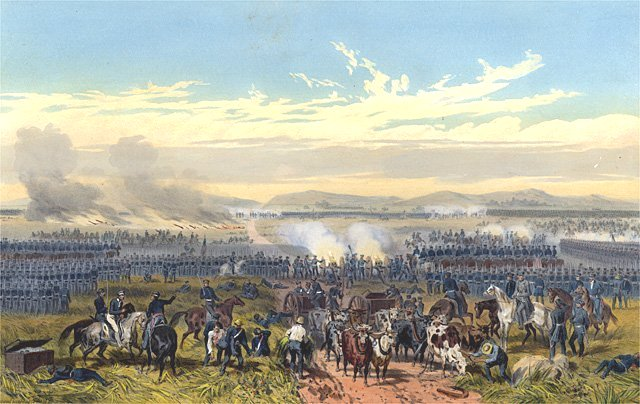
Битва при Пало-Альто

Поразки при Пало-Альто та руслі де ла Пальми викликали політичний безлад у Мексиці, який Антоніо Лопес де Санта-Анна використовував для відродження своєї політичної кар'єри і повернення з самовигнання на Кубі. Він пообіцяв американцям, що якщо його пропустять через блокаду, він домовиться про мирне закінчення війни й продасть території Нової Мексики й Каліфорнії Сполученим Штатам. Проте, коли він прибув у Мехіко, він зрадив своєму слову й запропонував свій військовий досвід мексиканському уряду. Після того, як він був призначений генералом, він знову зрадив, цього разу власному уряду, і захопив президентську посаду.
Великі сили під керівництвом Закарі Тейлора перетнули Ріо-Гранде (у Мексиці Ріо-Браво-дель-Норте) після деяких труднощів з отриманням річкового транспорту. Вони зайняли місто Матаморос, потім Камарґо (де залишилися на якийсь час, оскільки солдати зіткнулися з першою з численних хвороб) і потім продовжили рух на південь і блокували місто Монтеррей. Битва за Монтеррей, яка відбувалась в міських умовах, була вельми кровопролитною, під час неї обидві сторони зазнали серйозних втрат. Американська легка артилерія була неефективною проти кам'яних укріплень міста. Мексиканські війська під командуванням генерала Педро де Ампудья та батальйон Святого Патріка (ірландці-католики, що покинули американську армію та приєдналися до мексиканців) вчинили сильний спротив американським солдатам. Проте піхотний загін і техаські рейнджери захопили чотири пагорби на захід від міста. Це додало американцям сили штурмувати місто із заходу та сходу. Опинившись у місті, американці захоплювали будинок за будинком: кожен очищався за допомогою запальних снарядів, які використовувалися як примітивні гранати. Врешті-решт ці дії відтіснили людей Ампудьі на центральну площу міста, де гаубиці примусили Ампудью почати переговори. Тейлор погодився на евакуацію мексиканської армії, а опісля 8-тижневого перемир'я — на повернення для здачі міста. Під тиском Вашингтона, проте, Тейлор порушив перемир'я та зайняв місто Салтільо на південь від Монтеррея. Санта-Анна поклав відповідальність за втрату Монтеррея й Салтілльо на Ампудью, понизив його на посаді та відправив командувати невеликим артилерійським батальйоном.

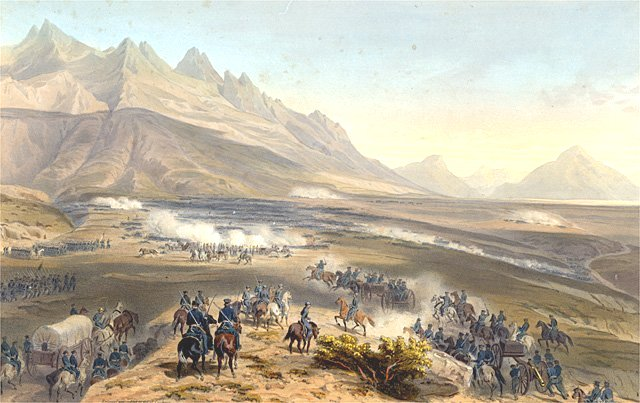
Битва при Буена-Вісті

22 лютого 1847 року Санта-Анна особисто вирушив на північ з 20-тисячним військом, щоб битися з Тейлором. Тейлор окопався на гірському перевалі недалеко від маєтку Буена-Віста з 4600 солдатами. Санта-Анна страждав від дезертирства по дорозі на північ і прибув тільки з 15 тис. стомлених солдатів. У ту ж ніч від поставив вимогу американцям негайно здатися, але отримав відмову. На наступний ранок Санта-Анна атакував американські позиції з флангу, відправивши свою кавалерію та деяку частину піхоти вгору по крутому схилу, з яких складався перевал, тоді як піхотний підрозділ атакував по центру впродовж дороги, що вела до Буена-Вісти. Відбулася люта битва, під час якої американці були майже розбиті, але все таки врятовані артилерійським вогнем капітана Брекстона Бреґґа й кінними міссісіпськими стрільцями Джефферсона Девіса. Зазнавши повної поразки, Санта-Анна відступив наступної ночі, залишивши Тейлору контроль над Північною Мексикою. Тейлор пізніше використовував Битву при Буена-Вісті як центральний пункт своєї успішної президентської кампанії 1848 року.

### Кампанія в центральній Мексиці

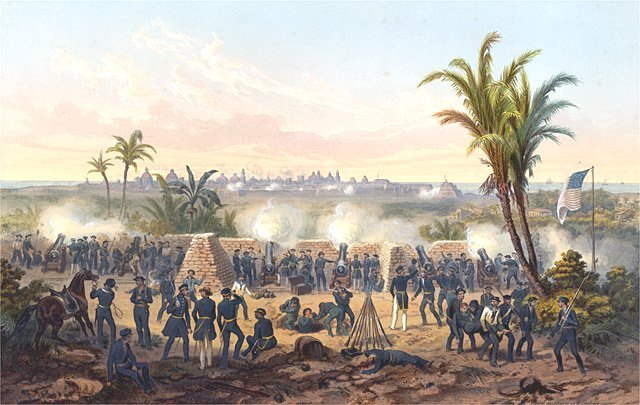
Облога Веракруса

Тим часом замість посилення армії Тейлора для продовження наступу, президент Полк відправив другу армію під командуванням Вінфілда Скотта, яку доставили морем у порт Веракрус для вторгнення в центральні райони Мексики. Полк не довіряв Тейлору, який, як він вважав, виявив некомпетентність у Битві при Монтерреї, погодившись на перемир'я, і, крім того, міг розглядати його як політичного суперника в Білому Домі.
Скотт провів перше в історії США крупне десантування при підготовці до облоги Веракруса. Загін з 12 тис. добровольців і солдатів успішно розвантажив запаси, зброю та коней недалеко від міських стін. У загоні також були Роберт Лі та Джордж Гордон Мід. Місто захищав мексиканський генерал Хуан Моралес з 3400 солдатами. Міномети й морська артилерія (під командуванням командора Меттью Перрі) використовувалися для руйнування міських стін і психологічної дії на захисників. Місто відповідало як могло своєю власною артилерією. В результаті тривалий вогняний вал зломив волю мексиканської сторони до опору чисельно перевершуючому супротивникові, і вони здали місто після 12-денної облоги. Американці втратили 80 чоловік, тоді як мексиканці втратили близько 180 чоловік убитими та пораненими, половину з яких становило цивільне населення. Під час облоги американці почали вмирати від малярії.

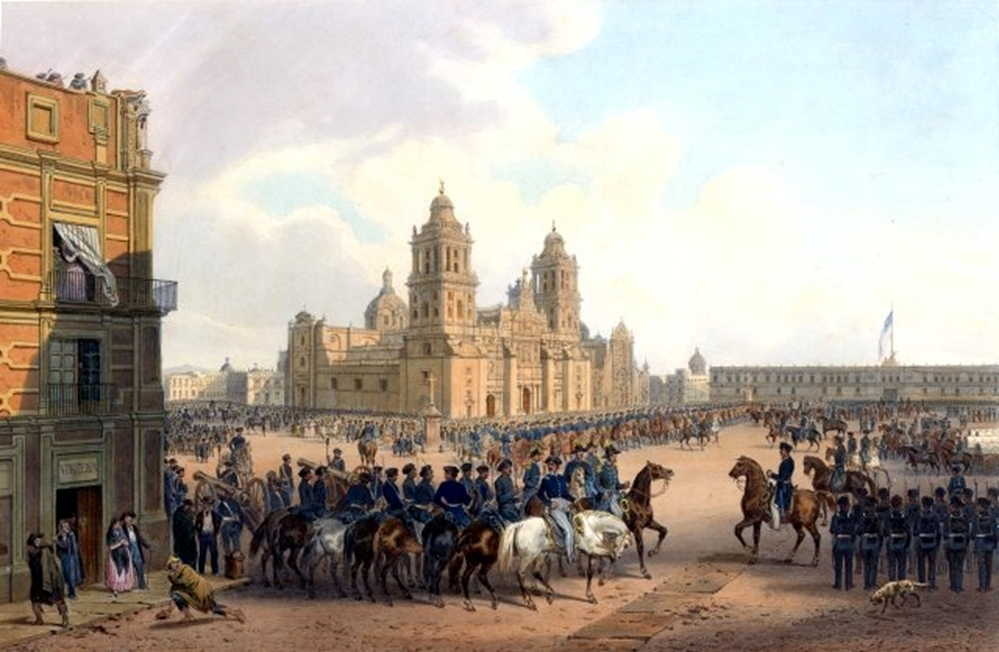
Воїни Американської Армії в Мехіко — столиці Мексики

Після взяття міста, Скотт рушив на захід убік Мехіко з 8500 здоровими воїнами, тоді як Санта-Анна встановив оборонні позиції в каньйоні навколо головної дороги на пів-шляху до Мехіко в районі села Серро-Ґордо. Санта-Анна розташував в окопах 12 тис. солдатів і артилерію, націлену на дорогу, уздовж якої, як очікувалося, повинен пройти Скотт. Проте Скотт послав уперед 2600 драгун, і мексиканська артилерія передчасно відкрила вогонь, чим розкрила свої позиції. Замість того, щоб рушити по головній дорозі, військо Скотта пішло через дику місцевість на північ, розставляючи свою артилерію на височинах і повільно обходячи мексиканців з флангу. Хоча на той час Санта-Анна знав про позиції американців, його військо було неготове до атаки, що відбулась пізніше. Мексиканська армія була розбита. Американці втратили 400 чоловік, мексиканці — понад 1000, а 3000 потрапило в полон.
У травні Скотт досяг Пуебли, у той час другого за розміром міста Мексики. Унаслідок ворожості жителів до Санта-Анни, місто здалося без опору 15 травня. В останній битві війни, Битві за замок Чапултепек, армії Скотта протистояв лише невеличкий загін захисників, серед які було багато кадетів, який вже не міг зупинити наступаючу армію. Після падіння замку 13 вересня 1847 року, Мехіко опинився відкритим і скоро був захоплений.

## Закінчення війни

Територіальні втрати Мексики за Договором Гвадалупе Ідальго 1848 (червоний колір) та Покупкою Гадсдена 1853 (помаранчевий)

Договір Гвадалупе Ідальго, підписаний 2 лютого 1848 року, поклав кінець війні й дав США незаперечний контроль над Техасом, а також над територією сучасних штатів Каліфорнія, Невада, Юта та частиною територій Колорадо, Аризони, Нью-Мексико й Вайомінгу. Натомість Мексика отримала 18 млн. 250 тис. дол. США, еквівалентні 627 млн. 500 тис. дол. по курсу середини 2000-х рр. Спочатку стаття 10 договору гарантувала, що США визнають мексиканських та іспанських землевласників і що мексиканці, які живуть на захоплених землях, отримають рівні права з американськими громадянами. Але ця стаття була викреслена з договору під час ратифікації Сенатом США.
У 1853 році в так званій Покупці Гадсдена Сполучені Штати заплатили додаткові 10 млн доларів за територію сучасної південної Аризони й південного Нью-Мексико для прокладення південного маршруту трансконтинентальної залізниці. Закупівля частково була призначена фінансово компенсувати Мексиці втрату земель під час Американо-мексиканської війни.
Поразка Мексики у війні проти США була зумовлена передусім відсталістю її економіки, яка зберігала колоніальні риси. Країна не мала промисловості, зокрема не виробляла зброї і військових матеріалів. Армія була частково озброєна крем'яними мушкетами, а в основному луками, стрілами, ножами, тесаками ласо. Мексиканська армія укомплектовувалася з індіанців і пеонів шляхом примусового вербування. Ті служили неохоче й за першої ліпшої нагоди дезертирували. Інтендантська і медична служби в армії були відсутні. Солдати годували, армію супроводжували величезні обози з дружинами і дітьми військових. Засоби, виділені для утримання армії, розкрадали командири. Мексиканська армія налічувала величезну кількість генералів, які постійно вели між собою боротьбу за владу і влаштовували перевороти. Протягом 18 місяців війни в Мексиці змінилося сім президентів. За таких обставин годі було сподіватись на перемогу.

## Результати

### Людські втрати
Хоча 13 тис. американських солдатів загинуло під час війни, тільки близько 1700 з них було вбито в боях. Решта померли від ран і хвороб, а разом з пораненими та непрямими втратами, повні втрати склали близько 45 тис., або 40 % всього складу армії США . Мексиканські втрати оцінюються в 25 тис. чоловік.
Одній з причин більших військових втрат з боку Мексики була нижча якість озброєння. Мексиканська армія використовувала британську вогнепальну зброю часів наполеонівських воєн, тоді як американські війська мали найсучаснішу зброю, вироблену в США. Крім того, тактична підготовка мексиканських військ була нижчою. Наприклад, мексиканські солдати були навчені стріляти зі своїх гвинтівок, тримаючи їх вільно на рівні стегна, тоді як американці використовували набагато прицільніший спосіб стрільби з упором у плече й баченням цілі вздовж ствола.
Активну участь у війні з боку Мексики брав Батальйон Святого Патріка (San Patricios) — група солдатів з кількох сотень ірландських іммігрантів, які покинули армію США й перейшли на бік мексиканської армії. Більшість з них була вбита в Битві при Чурубуско. Близько сотні було захоплено та повішені як дезертири. Останній американський учасник конфлікту, Овен Томас Едґар, помер 3 вересня 1929 у віці 98 років.

### Значення
Мексика втратила більше 1,3 млн квадратних кілометрів, або майже половину своєї території. Війна викликала відчуття національної єдності в Мексиці, яке втратилося з моменту закінчення війни за незалежність у 1821 році. Війна також привела до появи нового класу політиків у Мексиці, яким вдалося перервати панування Санта-Анни над Мексикою, і, зрештою, проголосити ліберальну республіку в 1857 році. Одними з перших дій республіки було ухвалення кількох законів, які сприяли й просували колонізацію розлогих і малонаселених північних мексиканських штатів, щоб таким чином уникнути подальших територіальних втрат.
Анексовані території населяли приблизно 1000 мексиканських сімей у Каліфорнії й 7000 сімей у Новій Мексиці. Деякі повернулися назад у Мексику, а переважна більшість залишилася та стали громадянами США.
За місяць до закінчення війни президент Полк був розкритикований Палатою Представників у поправці до резолюції, яка нагороджувала генерала Тейлора за військові заслуги, називаючи війну «необов'язковою та неконституційно розпочатою президентом Сполучених Штатів». За цією критикою, у якій важливу роль грав конгресмен Авраам Лінкольн, була здійснена ретельна перевірка Конгресом першопричин війни, включаючи фактичні сумніви в претензіях, висловлених президентом Полком. На голосуванні, згідно з курсом партії, всі віги підтримали поправку. Атака Лінкольна зіпсувала його політичну кар'єру в Іллінойсі, де війна була популярна, і Лінкольн не пройшов перевибори.
У більшості Сполучених Штатів перемога й придбання нових земель породила хвилю патріотизму (країна також отримала південну половину Орегону згідно з договором 1846 року з Великою Британією). За період війни армія зросла з 6 до 115 тис. чоловік. Перемога, здавалося, здійснила віру громадян у «призначення» їхньої країни. В той же час віг Ральф Валдо Емерсон критикував війну «як засіб досягнення призначення Америки». Він визнавав, що «більшість великих результатів в історії здійснені ганебними засобами». Хоча віги були проти війни, вони зробили Закарі Тейлора своїм кандидатом у президенти на виборах 1848 року, нагороджуючи його за армійську старанність, але в той же час приглушаючи критику в його адресу з приводу самої війни.
На відірваній території пізніше утворилися нинішні штати Техас, Каліфорнія, Нью-Мексико, Аризона, Невада, Юта, частини штатів Колорадо, Вайомінг і Канзас — багаті сільськогосподарські і скотарські райони, де були також відкриті великі запаси нафти, природного газу та інші корисні копалини. Як компенсацію США зобов'язувалися сплатити Мексиці тільки 15 мільйонів доларів — для порівняння, тільки за три роки, з 1848-го до 1850-го, США добули в Каліфорнії золота на суму 51669767 доларів.

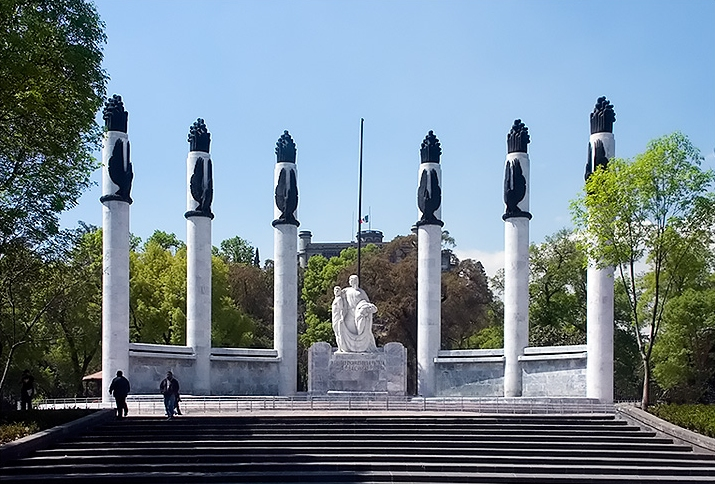
Монумент у пам'ять героїв-кадетів на тлі замку Чапультепек

У 1880-х роках Улісс Грант, який служив під командуванням Тейлора, назвав цей конфлікт зловмисною війною, яка звела на Сполучені Штати кару небесну у формі громадянської війни: «Південне повстання в значній мірі було наслідком мексиканської війни. Нації, як і люди, караються за свої гріхи. Ми отримали своє покарання в найкровопролитнішій і найдорожчій війні сучасності».
У Мехіко в парку Чапултепек був зведений Монумент героям-кадетам, що вшановує пам'ять героїчного жертвопринесення шістьох підлітків-кадетів, які билися до смерті, не бажаючи здаватися американським загарбникам у ході Битви за замок Чапултепек 18 вересня 1847 року. Монумент є важливим патріотичним місцем у Мехіко. 5 березня 1947 року, опісля приблизно ста років після битви, президент США Гаррі Трумен поклав вінок до монумента й ушанував героїв хвилиною мовчання.

### Першоджерела
- Polk, James. Polk: The Diary of a President, 1845—1849, Covering the Mexican War, the Acquisition of Oregon, and the Conquest of California and the Southwest. edited by Allan Nevins (1929)
- Personal Memoirs of Ulysses S. Grant [Архівовано 20 червня 2013 у WebCite] з Пректу Гутенберг

### Огляди
- Bauer K. Jack. The Mexican War, 1846—1848. Macmillan, 1974.
- Crawford, Mark; Heidler, Jeanne T.; Heidler, David Stephen, eds. Encyclopedia of the Mexican-American War (1999) (ISBN 1-57607-059-X)
- De Voto, Bernard, Year of Decision 1846 (1942)
- Mayers, David; Fernández Bravo, Sergio A., «La Guerra Con Mexico Y Los Disidentes Estadunidenses, 1846—1848» [The War with Mexico and US Dissenters, 1846-48]. Secuencia [Mexico] 2004 (59): 32-70. ISSN 0186-0348
- Meed, Douglas. The Mexican War, 1846—1848 (2003). A short survey.
- Rodríguez Díaz, María Del Rosario. «Mexico's Vision of Manifest Destiny During the 1847 War» Journal of Popular Culture 2001 35(2): 41-50. ISSN 0022-3840
- Smith, Justin Harvey. The War with Mexico. 2 vol (1919). Pulitzer Prize winner.
- Robert Glass Cleland. A History of California: The American Period. Published 1922. The Macmillan company. 512 pages
- The Works of Hubert Howe Bancroft, Volume 22, History of California, 1886

### Військова література
- Bauer K. Jack. Zachary Taylor: Soldier, Planter, Statesman of the Old Southwest. Louisiana State University Press, 1985.
- Eisenhower, John. So Far From God: The U.S. War with Mexico, Random House (New York; 1989)
- Frazier, Donald S. The U.S. and Mexico at War, Macmillan (1998)
- Hamilton, Holman, Zachary Taylor: Soldier of the Republic , (1941)
- Johnson, Timothy D. Winfield Scott: The Quest for Military Glory, University Press of Kansas (1998)
- Foos, Paul. A Short, Offhand, Killing Affair: Soldiers and Social Conflict during the Mexican-American War (2002)
- Lewis, Lloyd. Captain Sam Grant (1950)
- Winders, Richard Price. Mr. Polk's Army Texas A&M Press (College Station, 1997)

### Політична і дипломатична
- Albert J. Beveridge; Abraham Lincoln, 1809—1858. Volume: 1. 1928.
- Brack, Gene M. Mexico Views Manifest Destiny, 1821—1846: An Essay on the Origins of the Mexican War (1975).
- Fowler, Will. Tornel and Santa Anna: The Writer and the Caudillo, Mexico, 1795—1853 (2000)
- Gleijeses, Piero. «A Brush with Mexico» Diplomatic History 2005 29(2): 223—254. ISSN 0145-2096 debates in Washington before war
- Graebner, Norman A. Empire on the Pacific: A Study in American Continental Expansion. New York: Ronald Press, 1955.
- Graebner, Norman A. «Lessons of the Mexican War.» Pacific Historical Review 47 (1978): 325-42.
- Graebner, Norman A. «The Mexican War: A Study in Causation.» Pacific Historical Review 49 (1980): 405-26.
- Krauze, Enrique. Mexico: Biography of Power, Harpers: 1997
- Pletcher David M. The Diplomacy of Annexation: Texas, Oregon, and the Mexican War. University of Missouri Press, 1973.
- Price, Glenn W. Origins of the War with Mexico: The Polk-Stockton Intrigue. University of Texas Press, 1967.
- Robinson, Cecil, The View From Chapultepec: Mexican Writers on the Mexican-American War, University of Arizona Press (Tucson, 1989)
- Ruiz, Ramon Eduardo. Triumph and Tragedy: A History of the Mexican People, Norton 1992
- Schroeder John H. Mr. Polk's War: American Opposition and Dissent, 1846—1848. University of Wisconsin Press, 1973.
- Sellers Charles G. James K. Polk: Continentalist, 1843—1846 Princeton University Press, 1966.
- Smith, Justin Harvey. The War with Mexico. 2 vol (1919). Pulitzer Prize winner.
- Weinberg Albert K. Manifest Destiny: A Study of Nationalist Expansionism in American History Johns Hopkins University Press, 1935.
- Yanez, Agustin. Santa Anna: Espectro de una sociedad (1996)